# Ягідне (Могилів-Подільський район)
Я́гідне — село в Україні, у Мурованокуриловецькій селищній громаді Могилів-Подільського району Вінницької області. Населення становить 131 особу.

## Географія
Через село тече річка Бахтинка.

## Історія
В далеку давнину це село мало назву Калівка. Археологічні пам'ятки свідчать про те, що його територія як і всього Поділля була заселена вже в найдавніші часи.
В історичних документах село Кáлівка згадується в IV столітті. Назва села пішла від пана на прізвище Калов. Одна з версій – назва села походила від прикметника «кáльний» (брудний, заболочений). Пізніше село належало Петру Васильовичу Добролюбову, в той час нараховувалось 134 двори та 595 чоловік. 
7 (20) листопада 1917 року, відповідно до Третього Універсалу Української Центральної Ради, увійшло до складу Української Народної Республіки.
1964 року село Кáлівка перейменовано на село Ягідне.
Про село Ягідне письменник хмельничанин, уродженець Ягідного Віталій Матеуш видав книгу «Ягідне (Калівка) – село на Вінниччині» (Матеуш В. О., Ягідне (Калівка) – село на Вінниччині». – Хмельницький: Видавництво Алли Цюпак, 2008. – 48 с.).
12 червня 2020 року, відповідно до Розпорядження Кабінету Міністрів України № 707-р «Про визначення адміністративних центрів та затвердження територій територіальних громад Вінницької області», увійшло до складу Мурованокуриловецької селищної громади.
19 липня 2020 року, в результаті адміністративно-територіальної реформи та ліквідації Мурованокуриловецького району, село увійшло до складу новоутвореного Могилів-Подільського району.

## Відомі люди
Уродженцем села є художник Коновалюк Федір Зотикович.